# Jeffrey Thomas (Autor)
Jeffrey Thomas (* 3. Oktober 1957) ist US-amerikanischer Autor von Science-Fiction- und Horror-Romanen.
Seine Kurzgeschichten wurden unter anderem in St. Martins The Year's best Fantasy and Horror # 14, The Year’s Best Horror Stories # 12, The Year's best Fantastic Fiction und Quick Chills II: The Best Horror Fiction from the Speciality Press veröffentlicht.

## Werke

### Romane

#### Letters from Hades
- Letters From Hades, Necro Publications 2003, ISBN 1-889186-32-5
  - Tagebuch aus der Hölle, Festa 2011, Übersetzerin Doris Hummel, ISBN 978-3-86552-096-8
- Voices from Hades, Dark Regions Press 2008, ISBN 978-1-888993-55-4 (Sammlung)
- The Fall of Hades, Dark Regions Press 2012, ISBN 978-1-888993-78-3
  - Der Untergang der Hölle, Festa 2013, Übersetzer Patrick Baumann, ISBN 978-3-86552-247-4

#### Punktown
- Punktown, The Ministry of Whimsy Press 2000, ISBN 1-890464-04-X (Sammlung)
  - Punktown : Geschichten einer Stadt, Festa 2006, Übersetzer Andreas Diesel, ISBN 3-86552-054-5
- Monstrocity, Prime Books 2003, ISBN 1-894815-61-0
  - MonstroCity, Festa 2005, Übersetzer Andreas Diesel, ISBN 3-86552-011-1
- Everybody Scream!, Raw Dog Screaming Press 2004, ISBN 0-9745031-4-2
- Shades of Grey, Bedlam Press 2006, ISBN 1-889186-31-7 (Anthologie, mit Scott Thomas)
- Deadstock, Solaris 2007, ISBN 1-84416-447-0
  - Dai-oo-ika: Ein Punktown-Roman, Festa 2017, Übersetzer Marc Tannous, ISBN 978-3-86552-584-0
- Blue War, Solaris 2008, ISBN 978-1-84416-532-2
- Voices from Punktown, Dark Regions Press 2008, ISBN 978-1-888993-63-9 (Sammlung)
- Ghosts of Punktown, Dark Regions Press 2013, ISBN 978-1-62641-012-1 (Sammlung)
- Nights in Punktown, Forma Street Press 2019, ISBN 978-1-08-627067-9 (Sammlung)

### Weitere Romane
- Boneland, Bloodletting Press 2004, ISBN 0-9720859-5-5
- Nightmare on Elm Street: The Dream Dealers, Black Flame / BL Publishing (US) 2006, ISBN 1-84416-383-0
- Health Agent, Raw Dog Screaming Press 2008, ISBN 978-1-933293-43-1
- Thought Forms, Dark Regions Press 2009, ISBN 978-1-888993-71-4
- Blood Society, Necro Publications 2011, ISBN 978-1-889186-95-5
- The Unnamed Country, Word Horde 2019, ISBN 978-1-939905-55-0

### Kurzgeschichten-Sammlungen
- Terror Incognita, Delirium Books 2000, ISBN 1-929653-05-0
- Aaaiiieee!!!, Writers Club Press 2002, ISBN 0-595-21504-1
- Honey Is Sweeter Than Blood, Delirium Books 2004, ISBN 1-929653-53-0
- Unholy Dimensions, Mythos Books 2005, ISBN 0-9728545-2-5
- Doomsdays, Dark Regions Press 2007, ISBN 978-1-888993-48-6
- Thirteen Specimens, Delirium Books 2008, ISBN 978-1-934546-00-0
- Nocturnal Emissions, Dark Regions Press 2010, ISBN 978-1-888993-84-4
- Geschichten aus dem Cthulhu-Mythos, Festa 2011, Übersetzer Fabian Dellemann, ISBN 978-3-86552-121-7 (Deutsche Originalzusammenstellung)
- Worship the Night, Dark Renaissance Books 2013, ISBN 978-1-937128-88-3
- The Endless Fall and Other Weird Fictions, Lovecraft eZine Press 2017, ISBN 978-0-9966941-7-9
- Haunted Worlds, Hippocampus Press 2017, ISBN 978-1-61498-197-8
- The Coming of the Old Ones, Jeffrey Thomas 2019, ISBN 978-1-08-625239-2
- Uncanny Valley, Jeffrey Thomas 2019, ISBN 978-1-08-642011-1
- Darker Worlds, Jeffrey Thomas 2019, ISBN 978-1-08-646432-0
- The Summoning of the Old Ones, Jeffrey Thomas 2019, ISBN 978-1-67686-203-1
- Patrons of the Dark Arts, Jeffrey Thomas 2020, ISBN 978-1-65774-907-8

### Anthologien (als Herausgeber)
- A Vampire Bestiary, Necropolitan Press 1996
- Terata: Anomalies of Literature, Necropolitan Press 1999
- Ugly Heaven, Beautiful Hell, Delirium Books 2007, ISBN 978-1-929653-86-7 (mit  Carlton Mellick, III)
- The Sea of Flesh and Ash, Terradan Works 2011, ISBN 978-1-4611-4849-4 (mit Scott Thomas)

### Hörbücher
- 2008: Punktown – Vol.01, inszenierte und musikalisch illustrierte Lesung
- 2008: Punktown – Vol.02, inszenierte und musikalisch illustrierte Lesung
- 2009: Punktown – Vol.03, inszenierte und musikalisch illustrierte Lesung